# پل نورثام
 پل نورثام (به انگلیسی: Northam Bridge)، یک پل جاده‌ای بر روی رودخانه ایتچن(Itchen) در ساوت همپتون، انگلیس است که حومه‌های نورثام و بیترن منر(Bitterne Manor) را به هم وصل می‌کند. این پل نخستین پل بزرگ بتنی پیش تنیده بود که در انگلستان ساخته شد. این پل دسترسی جادۀ A3024 را به عنوان یک راه دو بانده تأمین می‌کند؛ که در هر باند دو خط وجود دارد.

## تاریخچه
پیش از احداث پل نورثام، جنوبی‌ترین پل در امتداد رودخانه ایتچن، منسبریج بود. منسبریج، تا اوایل قرن ۱۸در  زمانی که ایتچن فری بین وولستن و سنت مری، در پایین دست نورثام شروع به کار کرد ، پایین‌ترین نقطه عبور از رودخانه بود،.
پل نورثام ایده دیوید لنس بود، که زمینی در بیترن به دست آورد و در سال ۱۷۹۶، چسل هاوس را در آنجا ساخت. با مشاهده این که دسترسی به زمین سخت بود، او تشویق شد که یک پل ارتباطی بین بیترن مانور و نورثام، همراه با جاده‌هایی از پل به بوتلی و یک پل دیگر روی رودخانه همبل در برسلدون و بعد به پورتسموث، با تقاطع بین جاده‌های برسلدون و بوتلی که از نزدیکی چسل هاوس عبور می‌کنند، بسازد. شرکت نورثام بریج در سال ۱۷۹۶ تشکیل شد، که عمدتاً توسط تاجران پورتسموت تأمین می‌شد.
مسیر جدید بین پورتسموث و ساوت‌همپتون، چهار مایل (۶ کیلومتر) کوتاه
تر از مسیر مانسبریج خواهد بود و در نتیجه پیشنهاد برای بهبود حمل و نقل'متن مورب بین دو شهر مهم بندری به شدت توسط دریاسالار مورد حمایت قرار گرفت، به خصوص که این زمان جنگ‌های ناپلئونی بود. در نتیجه، وقتی شرکت نورثام بریج به دنبال قانون مجلس برای ساختن یک پل بود، این قانون به سرعت تصویب شد.

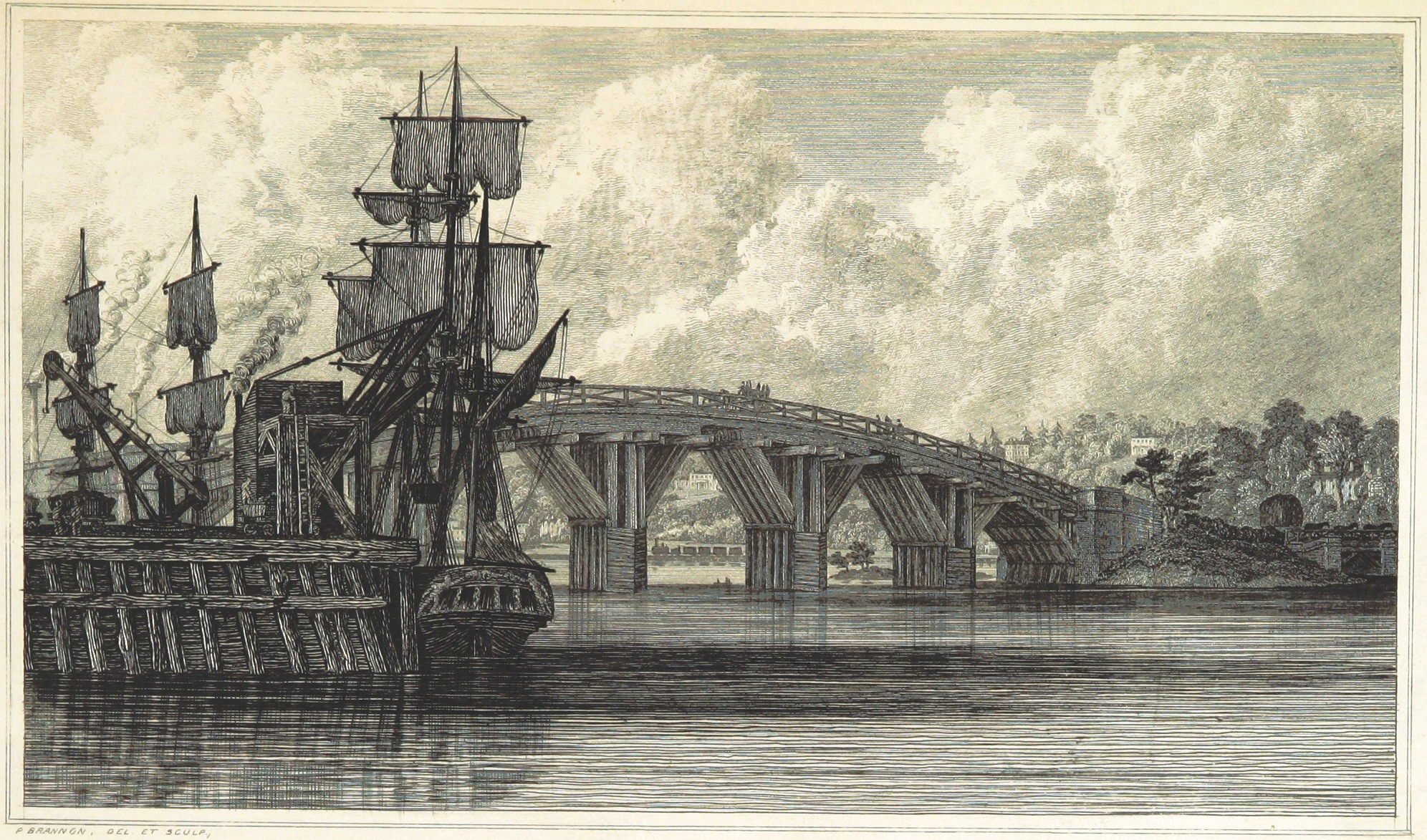
۱۷۹۹، پل Northam Bridge

جاده‌ها و پل‌های جدید در سال ۱۷۹۹ ساخته شد و در ابتدا به عنوان جاده‌های عوارضی اداره می‌شدند. اولین پل نورثام از نوع سازه چوبی بود.
شرکت نورثام بریج سال‌های ۱۸۳۴و ۱۸۸۵ تلاش زیادی کرد تا ابتدا با ساختن پل آویزان در زیر ایتچن و سپس ساخت پل شناور وولستن، مخالفت کند؛ که در مورد اول آنها موفق بود ولی در مورد دومی موفق نبود. شرکت نورثام بریج با کاهش عوارض آنها به سه چهارم، به افتتاح پل شناور وولستون پاسخ داد.
پل چوبی نورثام در سال ۱۸۸۹ با یک پل آهنی با هزینه ۹۰۰۰ پوند جایگزین شد.
این پل تا سال ۱۹۲۹، زمانی که مالکیت از بخش خصوصی به شرکت ساوت‌همپتون منتقل شد، یک پل عوارضی بود. هزینه این پل پس از داوری ۷۹٬۲۳۸ پوند برای شورا هزینه کرد. این تغییر مالکیت بود که باعث شد اولین مسیر اتوبوس در کنار رودخانه ایتچن در ساوت‌همپتون راه اندازی شود. شرکت ساوت‌همپتون تصمیم گرفت که به جای گسترش خطوط تراموا موجود از طریق پل، سرویس اتوبوس دو طبقه ایجاد کند. در ۱۸ مارس ۱۹۴۱ در طی حمله هوایی این پل صدمه دید.

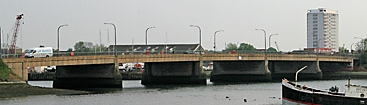
پل جدید از سمت ساحل شرقی (Bitterne Manor)

این پل آهنی در سال ۱۹۵۴ با پل سوم، ساخته شده از بتن پیش تنیده، جایگزین شد و همین پل است که امروز هنوز برپا است. سومین پل نورثام، اولین پل بزرگ بتن پیش تنیده بود که در انگلستان ساخته شد و ۶۰۰۰۰۰ پوند هزینه داشت. این رقم شامل خرید اجباری زمین و حدود ۲٬۰۰۰ فوت (۶۱۰ متر) اجرای خاک‌ریزی و همچنین هزینه‌های ساخت پل می‌شود.
در ژانویه سال ۲۰۱۵، قسمتهایی از این پل تا حدی بسته شده بود، تا کار عایق کاری، با هزینه ۱٫۲ میلیون پوند به عنوان بخشی از یک برنامه ملی ۳۱۷ میلیون پوندی، با عنوان «برنامه هزینه کردن مرحله ای» انجام شود.

## اجرای پل و ابعاد آن
قطعات پیش ساخته اولین پل (پل چوبی)، و همان‌طور قطعات پل جانشین آن (پل آهن فرفورژه)، ۲۴ فوت (۷٫۳ متر) بود.
پل سوم از جدیدترین فناوری موجود در آن زمان بهره می‌برد اما سبک این پل از دوران قبل از جنگ بود. سازه عرشه اصلی دارای دیافراگم‌های عرضی و تیرهای باریک با فاصله است که با استفاده از کابل‌های خیز داده شده در سایت پیش ساخته شده‌اند. دال‌های پیش ساخته پیش تنیده، معروف به دال‌های اتصالی یا دال های پیوستگی، با فشار زیاد عرضی بین طول‌هایی که فلنج‌های Tees برداشته شده بودند، در بین شکاف تیرها قرار گرفتند. اینها، همراه با دیافراگم‌های درجا بین انتهای تیرها، باعث می‌شوند سازه عرشه، برای بارهای زنده و وارد شده بر روی عرشه، به‌طور یکپارچه شوند. پس از نصب دال‌های اتصال، تیرهای اصلی، از طریق دیافراگمها، تحت پس تنیدگی قرار گرفتند.
سیمان مورد استفاده برای ساخت بتن در پل ،سیمان پرتلند معمولی بود که هم ارزان‌تر بود و هم انقباض آن کمتر از سیمان زودگیر بود.
مهندسین مشاور مسئول این پل جدید رندل پالمر اند امپ تریتن (به انگلیسی: Rendel Palmer &amp; Tritton)بودند، همان بنگاهی که نه سال قبل از آن برای پل واترلو در لندن بود.
در اواسط دهانه، عرض این پل ۴۴ فوت ۴ اینچ (۱۳٫۵۱ متر) , ۴٫۷ متر بالاتر از میانگین سطح آب در فصل بهار و ۹٫۲ متر بالاتر از سطح مبنا است. این پل به‌طور کلی ۱۴۸ متر طول دارد و پایه‌های تکیه گاهی پل تا ۳۲ متر از هم فاصله دارند.

## بیوند به بیرون
- تصویر پل دوم (آهن)